# NGC 5430
NGC 5430 is een balkspiraalstelsel in het sterrenbeeld Grote Beer. Het hemelobject werd op 17 maart 1790 ontdekt door de Duits-Britse astronoom William Herschel.

## Synoniemen
- UGC 8937
- MCG 10-20-62
- MK 799
- ZWG 295.32
- IRAS 13591+5934
- PGC 49881